# Xavi Rey
Xavier "Xavi" Rey Sanuy (Barcelona, 13 de julio de 1987) es un jugador de baloncesto español que juega en el Besançon AC de la Nationale Masculine 1. Mide 2,10 metros de estatura, y juega en la posición de pívot.

## Trayectoria deportiva
Milita desde pequeño en las categorías inferiores del FC Barcelona, llegando al equipo cadete B en 2001 y al año siguiente al cadete A. Sus dos temporadas siguientes las pasaría en el equipo júnior del club. Es internacional en prácticamente todas las categorías, logrando con la selección española el cuarto puesto en el Europeo sub-18 de Belgrado de 2005. En 2005 pasa a formar parte de la plantilla del WTC Cornellà, equipo filial del Barça, que disputa la LEB 2, y en la que promedia en su primera temporada 9,1 puntos y 7,6 rebotes por partido.
Continúa una temporada más en el filial, con números similares a los del año anterior, y en la temporada 2007-08 se marcha cedido al Alerta Cantabria de la LEB Oro, donde disputó 13 partidos, promediando 5 puntos y 3,3 rebotes, antes de irse cedido nuevamente al Ricoh Manresa, de la Liga ACB, donde acabaría la temporada promediando 1,1 puntos y 1,1 rebotes en los escasos 6 minutos de juego por partido de los que dispuso.
En julio de 2008 el FC Barcelona ejerció su derecho de tanteo sobre el jugador, inscribiéndolo en la primera plantilla para la temporada 2008-09 de la ACB. Pero apenas juega y  es cedido al Cajasol el 15 de enero de 2009. Dicha vinculación, en principio hasta fin de esa temporada se amplió por una temporada más. En esa temporada y media el jugador se asienta en la ACB y se convierte en un pívot fundamental para el juego del equipo sevillano.
En la temporada 2010/11 finaliza su contrato con el FC Barcelona y se va libre al CB Gran Canaria. En este club alcanza un rendimiento muy satisfactorio que lo lleva a la selección y a la renovación por tres años en el club canario.
El 2 de agosto de 2014, Rey confirma desde su cuenta de Facebook que no continuará en el Gran Canaria la siguiente temporada.
Tras recuperarse de una larga lesión, el 2 de marzo de 2015, ficha por el Club Baloncesto Canarias por lo que queda de temporada para cubrir la baja de Michalis Tsairelis. Comenzó la temporada 2015-16 en el CB Canarias, pero después de 4 jornadas ficha por el CB Estudiantes, equipo que paga por él 30.000 euros en concepto de cláusula de rescisión.
Al finalizar la temporada se desvincula del club madrileño y queda sin equipo hasta finales de octubre cuando se incorpora temporalmente al Montakit Fuenlabrada, acabando esta vinculación el 29 de diciembre, para, la semana siguiente, volver a ICL Manresa hasta final de temporada, nueve años más tarde de su primer paso por el club del Bages.
La campaña 2019-2020 jugó en las filas del BTTB Mallorca de la Liga LEB Oro, donde promedió 5,2 puntos y 3,1 rebotes para valorar 9 puntos de media.
El 21 de febrero de 2021, firma por el Palencia Baloncesto de la Liga LEB Oro.
En diciembre de 2021, se une a la plantilla del Levitec Huesca de la LEB Oro, donde promedió 9,4 puntos y cogió 6,9 rebotes por partido para valorar una media de 14,5.
El 26 de julio de 2022, firma por el TAU Castelló de la LEB Oro.
El 6 de octubre de 2023, firma por el Besançon AC de la Nationale Masculine 1, la tercera división francesa.

## Selección española
Xavi ha sido habitual en las selecciones inferiores de España y en 2007 se proclamó subcampeón de Europa con la selección española en el Europeo Sub-20 disputado en Gorizia (Italia) y Nova Gorica (Eslovenia), cayendo en la final ante Serbia por 87-78, torneo en el que acabó como mejor taponador del mismo.
En 2011 fue uno de los elegidos por Sergio Scariolo para integrar la preselección del equipo español para el Eurobasket de Lituania.  Su debut oficial se produjo el 9 de agosto, en un amistoso ante Francia, si bien ese mismo día se hizo oficial que no acudiría al Eurobasket.
En 2013 volvió a la selección y esta vez sí participó en el Eurobasket celebrado en Eslovenia, donde la selección de baloncesto española consiguió la medalla de bronce.

## Estadísticas en la ACB
- Estadísticas de Rey en la liga ACB[25]

| Temporada - Liga | Equipo            | P  | Min   | Pts. | % 3PTS | % 2PTS | % TL | R Of. | R. Def. | RT   | Asis | Rob | Err | FP  | Tap | Efi |
| ---------------- | ----------------- | -- | ----- | ---- | ------ | ------ | ---- | ----- | ------- | ---- | ---- | --- | --- | --- | --- | --- |
| Liga ACB 2007-08 | Ricoh Manresa     | 15 | 5:56  | 1.1  | 0      | 27     | 75   | 0.5   | 0.6     | 1.1  | 0    | 0.1 | 0.2 | 0.9 | 0.4 | 1.2 |
| Liga ACB 2008-09 | Regal Barcelona   | 2  | 3     | 0    | 0      | 0      | 0    | 0     | 0       | 0    | 0    | 0.5 | 0   | 0   | 0   | 0.5 |
| Liga ACB 2008-09 | Cajasol Sevilla   | 16 | 18:20 | 6    | 0      | 50     | 69   | 1.88  | 2.25    | 4.12 | 0.5  | 0.5 | 0.9 | 2   | 1.1 | 8.9 |
| Liga ACB 2009-10 | Cajasol Sevilla   |    |       |      |        |        |      |       |         |      |      |     |     |     |     |     |
| Liga ACB 2010-11 | Gran Canaria 2014 |    |       |      |        |        |      |       |         |      |      |     |     |     |     |     |
| Liga ACB 2011-12 | Gran Canaria 2014 |    |       |      |        |        |      |       |         |      |      |     |     |     |     |     |